# Duikermot
De duikermot (Acentria ephemerella) is een nachtvlinder uit de familie van de grasmotten, de Crambidae. De spanwijdte van de vlinder bedraagt tussen de 13 en 17 millimeter. Er zijn zowel gevleugelde als ongevleugelde wijfjes, de laatste leven onder water. De vlinder komt voor in Europa, Turkije en als exoot in Noord-Amerika. De soort overwintert als rups.

## Waardplanten
De rups van deze soort leeft op diverse soorten waterplanten:
- Potamogetonaceae
  - Potamogeton pectinatus
  - Potamogeton perfoliatus
  - Potamogeton crispus
  - Potamogeton lucens
  - Potamogeton gramineus
- Ceratophyllaceae
  - Ceratophyllum demersum
- Haloragaceae
  - Myriophyllum sp.
- Hydrocharitaceae
  - Elodea canadensis
  - Hydrocharis morsus-ranae
  - Najas marina
- Zosteraceae
  - Zostera marina
- Polygonaceae
  - Polygonum amphibium

## Voorkomen in Nederland en België
De duikermot is in Nederland en in België een vrij algemene soort. De soort kent één generatie die vliegt van halverwege mei tot en met augustus. Een individueel imago wordt slechts twee dagen oud.